# Памплона
Пампло́на (Ірунья) (ісп. Pamplona, баск. Iruñea, Iruña, лат. Pompaelo, Pompelon, Pompeiopolis, Pampilona) — столиця автономної області Наварра на півночі Іспанії, одне з найдавніших міст країни.
Розташоване біля підніжжя західних Піренеїв, на річці Арга.

## Транспорт і економіка
Памплона — вузол залізниць і автошляхів. Аеропорт (збуд. 1972). З 2007 року діє новий центральний автовокзал, який замінив старий, збудований ще 1934 року.
У місті — підприємства машино-будівної, хімічної, целюлозно-паперової, лісопильної, харчової (в тому числі цукрової) промисловості.
Памплона — центр туризму, у тому числі міжнародного.

## Релігія
- Центр Памплонської і Тудельської архідіоцезії Католицької церкви.

## Освіта і культура

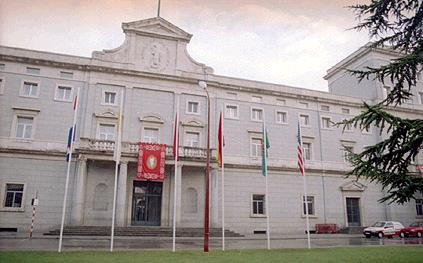
Університет Наварри

У Памплоні розташовані два університети — Університет Наварри (засн. 1952), що вважається одним з найкращих приватних університетів країни, та Публічний Університет Наварри (ісп. Universidad Pública de Navarra, засн. Урядом Наварри у 1987 р.).
Два найвідоміші музеї Памплони — Музей Наварри (ісп. Museo de Navarra), присвячений археологічним і образотворчим надбанням Наварри, та Музей діоцезії релігійного мистецтва, розташований у Кафедральному соборі св. Марії.
Памплона є першим іспанським містом у «французькому напрямку» Шляху святого Якова.
Починаючи з 2004 року у Памплоні відбувається найважливіший іспанський міжнародний фестиваль документального кіно Punto de Vista International Documentary Film Festival.

## Історія
Памплона виникла як баскське прикордонне укріплення. У 70-ті рр. н. е. на його місці римським полководцем Помпеєм засновано місто, назване на його честь.
В 446 році Памплона була зайнята вестготами, потому, вже в середині VI ст. — франками.
З 738 року у Памплоні орудували маври, доки її спільно з басками не відвоював франкський король Карл I Великий.
У добу Середньовіччя місто перебувало під владою численних правителів, доти в 1512 році остаточно не ввійшло до складу Іспанського королівства.
В Памплоні народилось чимало відомих діячів Іспанії — скрипаль і композитор Пабло де Сарасате, політик Хосе Санхурхо та інші.

## Пам'ятки і туристичні атракції

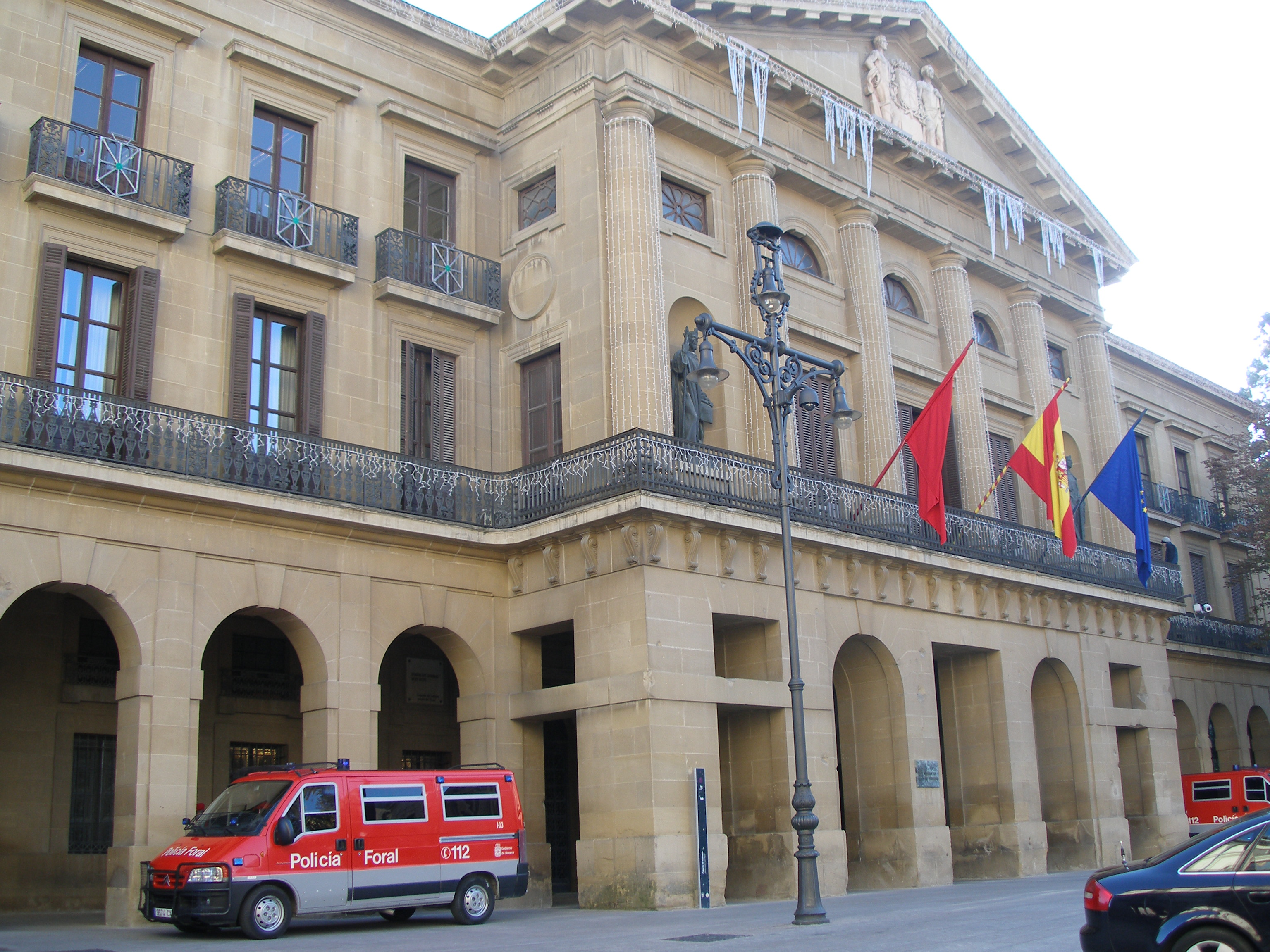
Королівський палац

У Памплоні — архітектурні пам'ятки XIV — XVII століть, зокрема готичний Кафедральний собор Памплони (1397, зведення якого було остаточно завершено в 1527 року), середньовічні фортеця і церква Сан-Сатурніно, королівський палац (сер. XIX ст.), барокова будівля айюнтам'єнто (мерії).
Найвідоміше міське свято — Сан-Фермін, яке триває щороку в період від 6 до 14 липня, славиться своїм енсьєрро і традиційно приваблює тисячі туристів.

## Уродженці
- Гарсія I Інігес (805/810—881/882) — король Памплони (Наварри) (852—870)
- Лоренсо Агірре (1884—1942) — іспанський художник
- Едуардо Інда (* 1967) — іспанський журналіст
- Франсіско Пуньяль (* 1975) — іспанський футболіст, півзахисник
- Хосечо (* 1977) — іспанський футболіст, захисник
- Хав'єр Рос (* 1990) — іспанський футболіст, півзахисник
- Ніко Вільямс (* 2002) — іспанський футболіст, нападник.
- Педро Сабальса (*1944) — іспанський футболіст, півзахисник, згодом — футбольний тренер.

## Джерело
- Українська радянська енциклопедія : у 12 т. / гол. ред. М. П. Бажан ; редкол.: О. К. Антонов та ін. — 2-ге вид. — К. : Головна редакція УРЕ, 1974–1985., Том 8., К., 1982, стор. 147

1. ↑  Nomenclátor Geográfico de Municipios y Entidades de Población — 2024.
2. ↑  Sister cities of Pamplona
3. 1 2  https://www.worlddata.info/europe/spain/timezones.php